# SMS Oldenburg
La SMS Oldenburg fu la quarta nave della sua classe della Kaiserliche Marine. L'Oldenburg fu impostata sugli scali del cantiere navale Schichau-Werke di Danzica il 19 ottobre 1908. Fu varata il 30 settembre 1909 ed entrò in servizio il 1º maggio 1912. La nave era dotata di dodici cannoni da 305 mm posti in sei torrette binate, era in grado di esprimere una velocità massima di 21 nodi (39 km/h). Fu assegnata al I. Geschwader (I squadra da battaglia) della Hochseeflotte per la gran parte del suo servizio attivo, comprendente la prima guerra mondiale.
Insieme con le altre tre navi della classe, la SMS Helgoland, la SMS Ostfriesland, e la SMS Thüringen, L'Oldenburg partecipò alla maggior parte delle azioni navali tedesche della prima guerra mondiale nel Mare del Nord contro la Grand Fleet. Tra cui la Battaglia dello Jutland del 31 maggio e del 1º giugno 1916, il più grande scontro navale del conflitto. Partecipò anche alle operazioni tedesche contro la marina imperiale russa nel Mar Baltico, in particolare l'inconcludente prima incursione nel Golfo di Riga nell'agosto 1915.
Dopo il collasso della Germania nel novembre 1918, la maggior parte della Hochseeflotte fu internata a Scapa Flow mentre si discutevano le condizioni di resa degli imperi centrali. Invece quattro navi della classe Helgoland furono lasciate in Germania e non furono affondate durante l'Autoaffondamento della flotta tedesca a Scapa Flow. La Oldenburg fu ceduta al Giappone, che vendette la nave a una ditta britannica di demolizioni 1920. Fu demolita a Dordrecht nel 1921.

## Costruzione
La Oldenburg fu ordinata dalla Kaiserliche Marine con la denominazione provvisoria Ersatz Frithjof, come sostituta della corazzata costiera SMS Frithjof (2). Il contratto per la costruzione della nave fu vinto dal cantiere Schichau-Werke di Danzica che gli assegnò la numerazione di cantiere 828. Le sue tre pari classe furono ordinate nel 1908, ma l'ordine per l'Oldenburg fu rinviato al 1909 per limiti di bilancio. L'ammiraglio Alfred von Tirpitz, il capo del Reichsmarineamt (Ufficio della marina imperiale tedesca), passò il contratto alla ditta Schichau prima che il bilancio per il 1909 fosse approvato, ciò permise al cantiere navale di incominciare ad accumulare i materiali necessari alla costruzione. Queste azioni furono rese note all'opinione pubblica britannica e contribuirono a scatenare una corsa al riarmo navale, caratterizzata dallo slogan "we want eight and we won't wait" (ne vogliamo otto -navi da battaglia- e non aspetteremo), che portò la Gran Bretagna a impostare otto navi da battaglia l'anno. I lavori incominciarono il 1º marzo 1909 e la nave fu varata in poco più di un anno, il 30 giugno 1910. La duchessa Sofia Carlotta di Oldenburg, e il granduca Federico Augusto II di Oldenburg, tenne il discorso cerimoniale. Dopo il varo, la nave venne trasferita a Kiel per l'allestimento, comprendente il completamento delle sovrastrutture e l'installazione dell'armamento, fino all'agosto 1911. Battezzata in onore del Ducato di Oldenburg del nord della Germania, entrò in servizio nella Hochseeflotte il 1º maggio 1912, appena tre anni dopo l'inizio dei lavori.
La nave aveva una lunghezza fuori tutto di 167,2 m, era alta 28,5 m, aveva un pescaggio di 8,94 m e dislocava 24.700 t a pieno carico. Era propulsa da tre motori a vapore a quattro cilindri a tripla espansione, alimentati da quindici caldaie. I motori sviluppavano di progetto 22.000 hp teorici e permettevano una velocità massima di 20,8 nodi. L'Oldenburg trasportava 3.200 t di carbone, che gli consentivano un'autonomia di 5.500 miglia alla velocità di 10 nodi. Dopo il 1915 le caldaie furono modificate per poter bruciare anche nafta; la nave era in grado di trasportare 197 t di nafta, dopo le modifiche. L'Oldenburg aveva un equipaggio di 42 ufficiali e 1.027 marinai.
L'Oldenburg era dotata di una batteria principale composta da dodici cannoni 30,5 cm SK L/50  in sei torrette binate poste secondo uno schema esagonale. L'armamento secondario era costituito da quattordici cannoni 15 cm SK L/45 e altrettanti 8,8 cm SK L/45. Dopo il 1914, due delle armi da 8,8 cm furono rimpiazzate con due cannoni pari calibro antiaerei; successivamente, ne furono sostituiuti altri due. Per un totale di dieci cannoni 8,8 cm SK L/45 e quattro 8,8 cm Flak. L'Oldenburg era anche dotata di sei tubi lanciasiluri da 50 cm; uno a prua, uno a poppa e uno su ogni bordo a centronave. La protezione di murata era spessa 300 mm, come quella delle torrette. Il ponte era spesso 63,5 mm.

## Servizio

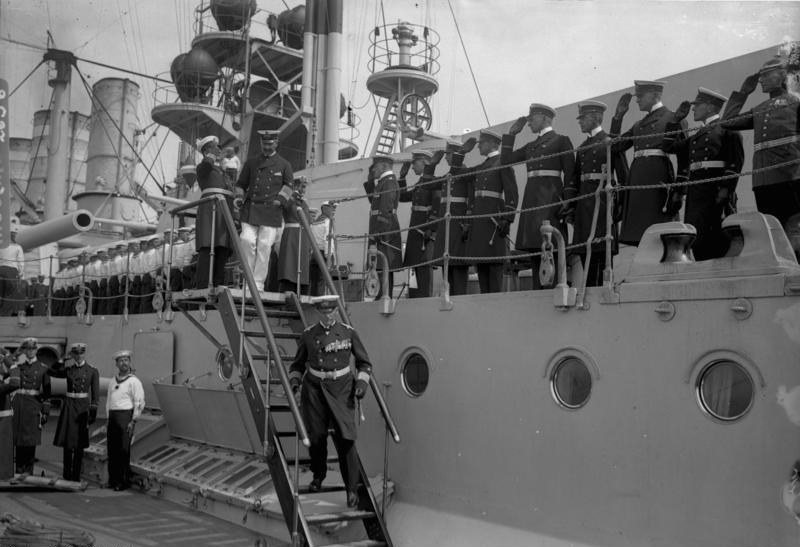
Il Kaiser Guglielmo II di Germania visita la nave attorno al 1912–1914.

Dopo l'entrata in servizio del 1º maggio 1912, l'Oldenburg condusse le prove in mare nel mar Baltico. In luglio fu assegnata, insieme con le sue pari classe, al I. Geschwader della Hochseeflotte. Incominciò a sostenere delle esercitazioni come singola nave seguite da esercitazioni di squadra con il I. Geschwader che furono seguite da quelle di flotta con l'intera flotta tedesca del Mare del Nord in novembre. La crociera estiva annuale di luglio e agosto, che raggiungeva solitamente le coste norvegesi, fu interrotta dalla Crisi di Agadir, e fu condotta nel Mar Baltico per mantenere la flotta non lontana dai porti tedeschi. L'Oldenburg seguì un programma di esercitazioni individuali, di squadra e di flotta per i due anni seguenti.
La crociera estiva annuale in Norvegia incominciò il 14 luglio 1914, nonostante l'aumento delle tensioni internazionali seguite all'attentato di Sarajevo. Durante l'ultima, in tempo di pace, crociera della flotta, vennero condotte delle manovre nello Skagerrak prima di dirigersi verso i fiordi norvegesi il 25 luglio. Il giorno dopo la flotta tornò in Germania a causa dell'ultimatum alla Serbia. Il 27, l'intera flotta si riunì al largo di Skudenes prima di tornare nei porti, dove rimase in stato di mobilitazione. La guerra tra l'Austria-Ungheria e la Serbia ebbe inizio il 28, e, nel giro di una settimana, le principali potenze europee erano in guerra. Il 29 luglio l'Oldenburg e il resto del I. Geschwader erano di ritorno a Wilhelmshaven.

### Prima guerra mondiale

La posizione reciproca delle flotte in campo la mattina del 16 dicembre.

L'Oldenburg partecipò alla prima sortita della Hochseeflotte nel Mare del Nord che fu organizzata per il 2–3 novembre 1914, senza, però, incontrare forze britanniche. Una seconda fu effettuata il 15–16 dicembre, questa fu la prima di una serie di azioni programmate dall'ammiraglio Friedrich von Ingenohl, comandante della Hochseeflotte, in base a una strategia che, utilizzando gli incrociatori da battaglia del I. Aufklärungsgruppe (I gruppo da ricognizione) agli ordini del contrammiraglio Franz von Hipper per bombardare le coste inglesi, voleva attirare parti della Grand Fleet per annientarle con la forza dell'intera flotta tedesca. All'alba del 15 dicembre la flotta tedesca lasciò il porto per bombardare i porti di Scarborough, Hartlepool e Whitby. la flotta da battaglia tedesca composta da dodici dreadnought - tra cui la l'Oldenburg e le sue tre pari classe e otto pre-dreadnought arrivarono a sole 10 miglia da una squadra isolata di sei navi da battaglia britanniche. I combattimenti notturni fra le squadre di cacciatorpediniere avversari in ricognizione persuasero von Ingenohl di aver di fronte l'intera Grand Fleet. Per ordini diretti del Kaiser Guglielmo II di Germania, von Ingenohl non doveva rischiare l'integrità della flotta, quindi decise di disimpegnarsi e tornare verso i porti tedeschi.
ella successiva battaglia di Dogger Bank, il 24 gennaio 1915, dove la squadra di incrociatori da battaglia di Beatty (1st Battlecruiser Squadron) insieme con quella del contrammiraglio Archibald Moore (2nd Battlecruiser Squadron) tesero un agguato al I. Aufklärungsgruppe (I gruppo da ricognizione) di Hipper l'Oldenburg e il resto del I. Geschwader furono inviati in soccorso degli incrociatori da battaglia tedeschi in difficoltà; Il I. Geschwader lasciò il porto alle 12:33 CET, insieme con le pre-dreadnought del II. Geschwader. Non arrivarono in tempo e non riuscirono a intercettare le forze britanniche. Per le 19:05, la flotta era di nuovo a Wilhelmshaven. Nel frattempo, l'incrociatore corazzato SMS Blücher era stato distrutto e affondato dal tiro congiunto delle navi britanniche, mentre l'incrociatore da battaglia SMS Seydlitz era stato gravemente danneggiato dall'incendio della santabarbara di una delle torrette. A seguito di queste perdite, Il Guglielmo II di Germania rimosse, il 2 febbraio, von Ingenohl e mise a capo della flotta l'ammiraglio Hugo von Pohl.
Dal 22 febbraio al 13 marzo 1915, Le otto navi del I. Geschwader furono inviate nel Mar Baltico per una missione di addestramento. Tornate nel Mare del Nord, le navi parteciparono a una serie di infruttuose sortite, il 29–30 marzo, il 17–18 aprile, il 21–22 aprile, il 17–18 maggio e il 29–30 maggio. La flotta rimase quasi completamente ferma fino al 4 agosto, quando il I. Geschwader tornò nel Baltico per un'altra missione di addestramento. Da qui, la squadra fu inviata a far parte alla task force inviata per appoggiare le operazioni tedesche nel Golfo di Riga dell'agosto 1915. La flotta, sotto il comando del vice-ammiraglio Hipper, era composta da le quattro navi da battaglia della classe Helgoland, le quattro navi da battaglia della classe Nassau, e i tre incrociatori da battaglia Moltke, Von der Tann, e Seydlitz, oltre al naviglio minore di scorta. Gli obiettivi erano la distruzione delle forze navali russe dell'area, inclusa la corazzata Slava e, con il posamine Deutschland, bloccare l'entrata dello stretto di Irben (accesso meridionale al Golfo di Riga) con un campo di mine. L'Oldenburg e la maggior parte delle grandi navi da battaglia, rimasero fuori dal golfo di Riga per tutta la durata delle operazioni, per intercettare eventuali interventi esterni della flotta russa. Le due navi da battaglia SMS Nassau e SMS Posen furono inviate, il 16 agosto, per cercare di affondare la Slava, ma, senza successo. Dopo tre giorni, i campi di mine russi erano stati bonificati, e il 19 agosto la flotta tedesca entrò nel golfo, ma essendo stata comunicata l'attività dei sottomarini alleati nel Golfo, la flotta si ritirò il giorno seguente. Per il 26 agosto, il I. Geschwader fece ritorno nella base di Wilhelmshaven.
Il 23–24 ottobre, la Hochseeflotte eseguì l'ultima sortita al comando di von Pohl, che si concluse senza aver incontrato la flotta britannica. Nel gennaio 1916 un tumore al fegato aveva debilitato von Pohl fino a renderlo inabile al servizio, conseguentemente fu sostituito dal viceammiraglio Reinhard Scheer. Scheer propugnò una condotta più aggressiva per forzare il confronto con la Grand Fleet; ottenne l'approvazione del Kaiser in febbraio. La prima sortita condotta da Scheer fu una sortita nel Mare del Nord il 5–7 marzo, seguita da altre due il 21–22 marzo e il 25–26 marzo. Nella missione successiva, l'Oldenburg fu assegnata alla flotta di supporto per l'azione di bombardamento del 24 aprile 1916, condotta dalla squadra di incrociatori da battaglia tedeschi. Gli incrociatori da battaglia lasciarono l'estuario del Jade alle 10:55 del 24 aprile, mentre il resto della Hochseeflotte seguì alle 13:40. l'incrociatore da battaglia SMS Seydlitz urtò una mina nella fase di avvicinamento alla costa inglese e dovette ritirarsi. Gli altri incrociatori da battaglia bombardarono il porto di Lowestoft senza incontrare resistenza, ma, mentre si avvicinavano a Yarmouth, incontrarono gli incrociatori britannici della Harwich Force, ne seguì un breve scambio di artiglieria prima della ritirata delle forze britanniche. Le segnalazioni della presenza di sommergibili britannici nell'area, consigliò alla squadra di incrociatori da battaglia tedeschi di ritirarsi in acque più sicure. L'ammiraglio Scheer, che era stato avvertito dell'uscita in mare della Grand Fleet da Scapa Flow, ordinò alla flotta tedesca di ritirarsi.

### Battaglia dello Jutland

Schema della battaglia dello Jutland.

Oldenburg partecipò all'azione navale che portò alla battaglia dello Jutland del 31 maggio e primo giugno 1916. L'operazione aveva ancora lo scopo di attrarre una parte della Grand Fleet per annientarla in battaglia prima dell'intervento del grosso della flotta. Nella battaglia, l'Oldenburg era la quarta nave della I. Division del I. Geschwader e la dodicesima nave della linea, dietro la sua pari classe Helgoland e davanti alla Posen. Il I. Geschwader costituiva il centro della linea, dietro le otto navi della classe König e della classe Kaiser del III Geschwader. Le sei pre-dreadnought della III. e IV. Division, II. Geschwader, formavano la retroguardia della formazione.
Poco prima delle ore 16:00 CET, gli incrociatori da battaglia del I. Aufklärungsgruppe incontrarono le navi omologhe del 1st Battlecruiser Squadron, al comando di David Beatty. Incominciò un duello di artiglierie che portò alla distruzione dell'Indefatigable, poco dopo le 17:00, e del Queen Mary, meno di mezz'ora dopo. A questo punto, gli incrociatori da battaglia tedeschi facevano rotta verso Sud per attirare le navi britanniche verso il grosso della Hochseeflotte. Per le 17:30, l'equipaggio della König, la nave da battaglia tedesca in avanguardia, avvistò sia il I. Aufklärungsgruppe sia il 1st Battlecruiser Squadron in avvicinamento. Gli incrociatori da battaglia tedeschi dirigevano a dritta mentre le navi britanniche erano sul lato di sinistra. Alle 17:45, Scheer ordinò una virata di due quarte a dritta per avvicinare le sue navi agli incrociatori britannici, e un minuto dopo, alle 17:46, fu dato l'ordine di aprire il fuoco.
Inizialmente, l'Oldenburg era troppo lontana per poter colpire le navi britanniche. Poco prima delle 18:30, la linea tedesca che seguiva una rotta verso sud incontrò gli incrociatori HMS Nomad e HMS Nestor (1915), che erano rimasti alla deriva dopo i primi scontri della battaglia. Lo storico navale John Campbell afferma che "La Thüringen e l'Helgoland, e probabilmente l'Oldenburg e il Posen, aprirono il fuoco con le batterie principali", insieme con i cannoni secondari, contro il Nestor. La nave fu distrutta da numerose esplosioni e affondò alle 18:35; la maggior parte dell'equipaggio fu salvato dalle torpediniere tedesche. Appena dopo le 19:15, la nave da battaglia britannica HMS Warspite (03) si presentò nel raggio d'azione dei cannoni dell'Oldenburg che riuscì a far fuoco brevemente con i suoi pezzi da 305 mm, durante la virata di 180 gradi ordinata da Scheer per sottrarsi alla flotta britannica. I cannonieri dell'Oldenburg affermarono di aver piazzato una salva a cavallo della Warspite, ma la crescente foschia rendeva difficile distinguere i bersagli.
Per le 23:30, la Hochseeflotte aveva assunto la formazione di crociera notturna. L'Oldenburg era ora la quinta nave della linea delle 24 navi tedesche. Intorno alle 01:10 del primo giugno, la linea tedesca incrociò la 4th Destroyer Flotilla (4ºflottiglia di cacciatorpediniere) britannica. L'Oldenburg fece fuoco contro molti cacciatorpediniere illuminati dai proiettori, a distanza ravvicinata tra cui il Fortune e il Porpoise. Il Fortune riuscì a piazzare un colpo sull' Oldenburg con i suoi cannoni da quattro pollici. Il proietto colpì il riflettore di prua sopra il ponte e causò numerosi danni. L'ufficiale direttore del tiro dei pezzi da 88 mm venne ucciso sul ponte, insieme con altri tre ufficiali. Il timoniere perse i sensi e il capitano della nave Höpfner, rimase ferito. L'Oldenburg procedette senza governo per un breve tratto, rischiando di speronare la Posen e l'Helgoland finché il comandante Höpfner riuscì a riprendere in mano il timone. L'Oldenburg e molte altre navi tedesche concentrarono il fuoco contro il Ardent; il cacciatorpediniere fu ridotto a un relitto in fiamme. Nel buio, il Fortune e l'Ardent furono affondate, mentre gli altri quattro caccia si dispersero.
Nonostante la durezza degli scontri notturni, la Hochseeflotte forzò gli schieramenti delle forze leggere britanniche e raggiunse il faro di Horns Rev alle 04:00 del 1º giugno. Poche ore dopo raggiunse Wilhelmshaven; la Thüringen, l'Helgoland, la Nassau, e la SMS Westfalen rimasero in posizione difensiva sugli accessi esterni e la Kaiser, la Kaiserin, la Prinzregent Luitpold, e la Kronprinz rimasero pronte all'ingresso del porto di Wilhelmshaven. L'Oldenburg e le altre sette navi da battaglia entrarono in porto, quelle in grado di combattere si apprestarono a rifornirsi. Durante la battaglia, l'Oldenburg lanciò cinquantatré proietti da 305 mm, ottantotto da 150 mm, e trenta da 88 mm. Il colpo ricevuto dalla Fortune fu l'unico danno ricevuto dal nemico, mentre il cannone numero 4 da 150 mm sulla murata di sinistra fu danneggiato da un inceppamento. In totale l'equipaggio dell'Oldenburg subì la morte di otto uomini e quattordici feriti.

#### Operazioni successive
Dopo lo Jutland, l'Oldenburg fu impegnata in attività di pattugliamento e sorveglianza del Golfo di Germania. I danni subiti nella battaglia dello Jutland furono rapidamente riparati a Wilhelmshaven tra il 30 giugno e il 15 luglio. Il 18 agosto, l'ammiraglio Scheer cercò di ripetere l'operazione del 31 maggio. La SMS Moltke e la SMS Von der Tann, i soli incrociatori da battaglia in condizioni operative, furono affiancate da tre navi da battaglia in una missione che prevedeva il bombardamento del porto di Sunderland per attirare gli incrociatori da battaglia britannici in un'imboscata. La Royal Navy venne a conoscenza della sortita e fece salpare la Grand fleet per intercettare le navi tedesche. Alle 14:35, Scheer fu avvisato dell'avvicinarsi delle navi britanniche, e non volendo affrontare di nuovo l'intera flotta britannica appena 11 settimane dopo la battaglia dello Jutland, si ritirò verso i porti tedeschi.
Il 25–26 settembre, l'Oldenburg con la sua squadra (I. Geschwader) uscì in mare a copertura di una sortita guidata dal comandante della seconda flotta di torpediniere (II Führer der Torpedoboote) verso le secche di Terschelling. l'Oldenburg fu presente nella sortita del 18-20 ottobre, condotta dall'ammiraglio Scheer verso il Sunderland, che si concluse senza incontri. Per la maggior parte del 1917, l'Oldenburgfu assegnata all'attività di pattugliamento e sorveglianza del Golfo di Germania.
Durante l'Operazione Albion, l'assalto anfibio alle isole russe del Golfo di Riga, l'Oldenburg e le tre sue pari classe furono inviate negli Stretti danesi per interdire un eventuale intervento britannico. Il 28 ottobre le quattro navi raggiunsero la baia di Puck, e da qui di diressero verso Arensburg il 29 di ottobre. Il 2 novembre l'operazione si concluse e l'Oldenburg e le altre navi della squadra incominciarono il viaggio di ritorno verso il Mare del Nord. Un'ultima sortita della flotta fu condotta da Sheer il 23–24 aprile 1918. Scheer voleva intercettare i convogli alleati nel Mare del Nord, tra la Gran Bretagna e la Norvegia per attaccare le navi di scorta. Durante la missione, l'incrociatore da battaglia, SMS Moltke subì delle avarie meccaniche e fu necessario rimorchiarlo in porto. L'Oldenburg prese a rimorchio la nave, e la flotta fece rientro in porto senza incontrare il convoglio per un errore dell'inteligence tedesca sulle date di partenza del convoglio. Alle 18:37, la flotta era nella foce dello Jade e la Moltke era stata riparata tanto da permettergli di rientrare in porto con i propri mezzi.

### Destino finale
L'Oldenburg e le tre pari classe, avrebbero dovuto partecipare all'ultima azione della Hochseeflotte. Dalla base di Wilhelmshaven, la flotta tedesca, si sarebbe diretta in forze contro le coste inglesi per affrontare la Grand Fleet; Scheer—ora il Großadmiral della flotta—si proponeva di infliggere il massimo dei danni alla flotta britannica, per ottenere migliori condizioni di resa, sacrificando la flotta tedesca. Ma, mentre la flotta si riuniva a Wilhelmshaven, i marinai, stanchi della guerra, incominciarono a disertare in massa. Il 24 ottobre 1918, fu dato l'ordine di salpare da Wilhelmshaven. Dalla notte del 29 ottobre, i marinai della Thüringen e di altre numerose navi si ammutinarono. L'ordine di partenza fu ritirato di fronte alla rivolta. Informato dei fatti, il Kaiser commentò "Non ho più una marina".
In seguito alla resa della Germania nel novembre 1918, la maggior parte delle navi appartenenti alla Hochseeflotte, sotto il comando del contrammiraglio Ludwig von Reuter, furono condotte presso la base navale britannica di Scapa Flow, ma l'Oldenburg, sotto il comando di Hermann Bauer, e il resto del I. Geschwader rimasero in Germania. La mattina del 21 giugno, la flotta britannica lasciò Scapa Flow per condurre delle esercitazioni in mare, e alle 11:20 Reuter trasmise l'ordine alle sue navi di autoaffondarsi. L'Oldenburg fu radiata il 5 novembre 1919 e messa fuori dal servizio attivo. Il fato delle rimanenti otto navi da battaglia tedesche fu fissato dal Trattato di Versailles, che stabiliva che fossero disarmate e cedute agli Alleati. Fu consegnata al Giappone sotto la denominazione di "M" il 13 maggio 1920. La marina giapponese non espresse interesse per la nave e così fu venduta a una ditta di demolizioni britanniche nel giugno del 1920 e demolita l'anno seguente a Dordrecht.

### Riferimenti
1. 1 2 3 4  Gröner, p. 24.
2. 1 2 3  Staff (Volume 1), p. 46.
3. ↑  Staff (Volume 1), p. 36.
4. ↑  Hildebrand Röhr & Steinmetz, p. 194.
5. 1 2 3 4  Gröner, p. 25.
6. ↑  Gardiner & Gray, p. 146.
7. 1 2  Hildebrand Röhr & Steinmetz, p. 193.
8. 1 2  Staff (Volume 1), p. 43.
9. ↑  Staff (Volume 1), p. 8.
10. ↑  Staff (Volume 1), pp. 44, 46.
11. ↑  Staff (Volume 1), p. 11.
12. ↑  Massie, p. 12.
13. ↑  Staff (Volume 2), p. 14.
14. ↑  Heyman, p. xix.
15. ↑  Staff (Volume 1), pp. 11, 46.
16. ↑  Herwig, pp. 149-150.
17. ↑  Tarrant, pp. 31-33.
18. ↑  Tarrant, p. 38.
19. 1 2 3 4  Staff (Volume 1), pp. 43, 46.
20. ↑  Tarrant, p. 43.
21. ↑  Halpern, p. 196.
22. ↑  Halpern, pp. 197-198.
23. ↑  Staff (Volume 1), pp. 43-44.
24. ↑  Herwig, p. 161.
25. ↑  Tarrant, p. 50.
26. ↑  Tarrant, p. 53.
27. ↑  Tarrant, p. 54.
28. ↑  Tarrant, p. 286.
29. ↑  Tarrant, pp. 94-95.
30. ↑  Tarrant, pp. 100-101.
31. ↑  Tarrant, p. 110.
32. ↑  Campbell, p. 54.
33. ↑  Campbell, p. 101.
34. ↑  Campbell, pp. 154-155.
35. ↑  Campbell, p. 275.
36. ↑  Campbell, pp. 288-289.
37. ↑  Campbell, pp. 289-291.
38. ↑  Tarrant, pp. 225-226.
39. ↑  Tarrant, pp. 246-247.
40. ↑  Tarrant, p. 263.
41. ↑  Tarrant, p. 292.
42. ↑  Tarrant, p. 296.
43. ↑  Campbell, p. 303.
44. ↑  Tarrant, p. 298.
45. 1 2 3  Staff (Volume 1), p. 47.
46. ↑  Massie, p. 682.
47. ↑  Massie, p. 683.
48. 1 2  Staff (Volume 1), pp. 43, 47.
49. 1 2  Massie, p. 748.
50. ↑  Massie, pp. 748-749.
51. ↑  Tarrant, pp. 280-281.
52. ↑  Tarrant, pp. 281-282.
53. 1 2  Tarrant, p. 282.
54. ↑  Herwig, p. 252.
55. ↑  Herwig, p. 256.
56. ↑  Trattato di Versailles parte V, articolo 185.